# Wonokerto (Tekung)
Wonokerto is een bestuurslaag in het regentschap Lumajang van de provincie Oost-Java, Indonesië. Wonokerto telt 3090 inwoners (volkstelling 2010).